# Synd
En synd er en handling eller tankegang, der er i strid med gudernes vilje, og dermed guddommelig lov. Mere generelt kan synd siges at være en handling, der opfattes som umoralsk eller forkert fra et religiøst standpunkt. Synd kan også betegne en grundlæggende fjendtlig holdning over for det guddommelige.
Hver kultur har sin egen fortolkning og definition af, hvad der menes med at begå en synd. Mens synd generelt betragtes som handlinger, så bliver synder generelt defineret som værende enhver tanke, ord eller handling bliver betragtet som umoralsk, egoistisk, skamfuld, skadelig eller fremmedgørende.
Synd spiller en rolle i de fleste religioner, hvor den tjener til at forklare, hvorfor menneskets tilværelse ofte er fyldt med lidelser og afsluttes med døden. Opfattelsen af begrebet er imidlertid meget forskelligt religionerne imellem. I kristendommen opfattes synd som noget grundlæggende - arvesynd - mens synd i islam og i jødedommen ikke opfattes som noget medfødt hos mennesket, men som et resultat af handlinger. I hinduismen og buddhismen tages der ikke udgangspunkt i et syndsbegreb, og der er modsat de monoteistiske verdensreligioner ikke tale om, at mennesker har et personligt ansvarsforhold overfor Gud; begge religioner indeholder en grundtanke om livet som lidelse, som man kan bringes ud af ved henholdsvis hinduismens moksha og buddhismens ottefoldige vej.
Synd opfattes i nogle sammenhænge som noget, som mennesket kan fjerne igennem sine egne anstrengelser, eksempelvis via meditation eller via ritualer, som fjerner urenheder. I andre sammenhænge opfattes den som noget, som kun kan fjernes ved en aktiv guddommelig indgriben i menneskets tilværelse. I atter andre sammenhænge foreskrives en kombination af de to tilgange. Forestillingen om synd er i tidens løb blevet brugt som middel til at styrke forskellige religiøse institutioners magt og også til at legitimere social og økonomisk ulighed.

## Etymologi
Ordet stammer fra det norrøne ord synd, som formodentlig var et germansk låneord, som kom til Norden med kristendommen. Ordet hed på middelengelsk sinne, synne, sunne, zen, på oldengelsk syn(n) (jf. moderne engelsk sin), på proto-vestgermansk *sunnju, på proto-germansk *sunjō ("sandhed, undskyldning") og *sundī, *sundijō (“ sin”), på proto-indoeuropæisk *h₁s-ónt-ih₂, fra *h₁sónts ("at være, sandt", hvilket indebærer en dom om "virkelig skyldig" mod en anklage). Det har dermed sin oprindelse i den samme indoeuropæiske rod som det direkte nedarvede ord "sand" , fra *h₁es- ("at være"); sammenlign oldengelsk sōþ ("sandt", jf. engelsk sooth).

## Kristendom

### Hamartiologi
Hamartiologi, læren om synd, er central for kristendommen, da religionens grundlæggende budskab handler om forløsning i Kristus. Kristen hamartiologi beskriver synd som en krænkelse af Gud ved at foragte hans personer og kristne bibelske lov og ved at skade andre. Ud fra en kristen betragtning er det en ond menneskelig handling, som krænker menneskets såvel som Guds natur og dens evige lov. Ifølge den klassiske definition fra St. Augustin af Hippo er synd "et ord, en gerning eller et ønske i modsætning til Guds evige lov." Synd kræver således forløsning, en metafor, der hentyder til forsoning, hvor Jesu død er den pris, der betales for at befri de troende fra syndens trældom.

### Bibelen
I Det Gamle Testamente hedder ordet for at synde ”chata” (חָטָא) (på hebraisk). Det betyder egentlig "at ramme ved siden af målet". I Dommerbogen står der om slyngekasterne, at de ikke fejlede. (kap. 20,16) I den hebraiske tekst er ordet for ”at fejle” det samme som ordet for "at synde" (”chata”): "De kunne alle slynge med sten og ramme på et hår uden at fejle." Synd er altså en mislykket, forkert handling.
Moseloven indtager en dominerende stilling i Bibelen. Derved kommer synd til at betyde lovovertrædelse. En synd er en overtrædelse af et bud i Moseloven. Det er også den betydning, der ligger i Jesus´ ord til kvinden, der blev grebet i ægteskabsbrud: "Gå, og synd fra nu af ikke mere." (Johannesevangeliet, kap. 8,11.) Kvinden havde netop begået en synd: Hun havde overtrådt buddet om ikke at begå ægteskabsbrud. (2. Mosebog, kap. 20,14)

### Arvesynden
Begrebet arvesynd er en kristen betegnelse for det forhold, at mennesket fra fødslen er underkastet syndens herredømme. Mennesket synder altså, fordi det som person grundlæggende er syndigt. Det bliver ikke først en synder ved at foretage en syndig handling. Bibelens Adam er urtypen på synderen. Når alle mennesker er underlagt døden, ses det som en straf for synden.
Arvesynden er blevet karakteriseret på mange måder af forskellige teologer, lige fra noget relativt ubetydeligt som en tendens til synd, omtalt som en "syndens natur", til et meget drastisk vilkår som totalt fordærv og en lære om, at mennesker, bortset fra Guds nåde, er ude af stand til at vælge at gøre godt.
Begrebet arvesynd optrådte første gang i det 2. århundrede, hvor Irenæus, biskop af Lyon, henviste til det i sin strid med nogle gnostikere. Andre kirkefædre som Augustin formede og udviklede senere læren om synd, idet de så den som baseret på apostlen Paulus' lære fra Det Nye Testamente ( Romerne 5:12–21 og 1 Kor 15:21–22) og verset i Det Gamle Testamente i Salme 51:5.  Tertullian, Cyprianus, Sankt Ambrosius og Ambrosiaster mente, at menneskeheden havde del i Adams synd. Augustins formulering af arvesynden efter år 412 var populær blandt protestantiske reformatorer som Martin Luther og Jean Calvin, der sidestillede arvesynd med begærlighed og fastholdt, at den fortsatte selv efter dåben og fuldstændig ødelagde friheden til at gøre godt. Tidligere havde Augustin sagt, at den frie vilje var svækket, men ikke ødelagt af arvesynden. Men efter 412 ændrede han sin opfattelse af arvesynden og sagde, at den indebar et tab af fri vilje. Den moderne augustinske calvinisme har denne senere opfattelse. Den jansenistiske bevægelse, der opstod i 1600-tallet, og som den katolske kirke erklærede var kættersk, fastholdt også, at arvesynden ødelagde den fri vilje. I modsætning hertil erklærer den katolske kirke, at dåben sletter arvesynden.

### De syv dødssynder
I middelalderen opstillede pave Gregor 1. omkring år 600 en liste over de syv værste synder, ”hovedsynderne”. Denne liste blev en standardliste. Thomas Aquinas brugte den, men ændrede betegnelsen til ”kapitalsynderne” (på latin: ”vitia capitalia”). Senere blev betegnelsen ”dødssynder” eller ”de syv dødssynder” almindelig. De syv dødssynder er: hovmod, grådighed, utugt, misundelse, fråseri, vrede og dovenskab.
En dødssynd beskrives som bortvendthed fra Gud i form af en bevidst overtrædelse af hans lov. I traditionel katolsk teologi skelnes der mellem dødssynd og tilgivelig synd. I dag bruges udtrykkene alvorlig synd og svaghedssynd.
En dødssynd er udtryk for et menneskes principielle oprør mod Gud. Den river den troende ud af nåden. Hvis dødssynden ikke skriftes og tilgives, fører den til åndelig død og fortabelse.

### Protestantismen
Protestantiske teologer afviste tidligt, at der er forskel på dødssynder og tilgivelige synder. Ifølge deres opfattelse er al synd udtryk for menneskets oprør og ulydighed mod Gud. Synd bliver i protestantismen ikke blot set som overtrædelse af enkeltbud, men først og fremmest som en grundlæggende Gudsfjendtlig holdning. Den grundlæggende synd manifesterer sig i den enkelte synd, og den enkelte synds væsen er denne grundlæggende synd. Det enkelte menneske begår en synd, fordi det allerede "er" en synder.

## Islam
Synd er et vigtigt koncept i islamisk etik. Muslimer ser synd som alt, der går imod guds (Allahs) vilje, et brud på de love og normer, der er en del af religionen. En del af islams lære er, at synd er en handling og ikke en tilstand i tilværelsen. I islam mener man at Gud vejer individets gode handlinger op imod hans eller hendes synder ved dommedag, og straffer de individer, hvis onde gerninger overstiger de gode gerninger. Disse individer bliver dømt til et efterliv i jahannam (helvede).
Islamiske betegnelser for synd inkluderer dhanb og khaṭīʾa, der er synonymer og henviser til bevidste synder: khiṭʾ, der betyder" at synde". En anden betegnelse er ithm, der bruges om alvorlige synder. Den absolutte dødssynd i islamisk tænkning er shirk, flerguderi, som udfordrer islams helt grundlæggende og altomfattende bud om monoteisme.

## Jødedom
Jødedommen betragter overtrædelse af ethvert af de 613 bud i Moseloven som en synd. Jødedommen lærer, at synd er en del af livet, da der ikke findes et perfekt menneske, og da alle har en tilbøjelighed til at gøre det onde. Synd har mange klassifikationer og grader, men den primære klassifikation er "mangler mærket" ("cheit" på hebraisk).  Nogle synder straffes med døden af retten, andre med døden af himlen, andre med piskeslag og andre uden en sådan straf, men ingen synder begået med forsæt går uden straf. Synder begået på grund af manglende viden betragtes ikke som synder, da synd ikke kan være en synd, hvis den, der begik den, ikke vidste, at den var forkert. Utilsigtede synder betragtes som mindre alvorlige synder.
Synder mellem mennesker betragtes som meget mere alvorlige i jødedommen end synder mellem mennesker og Gud. Yom Kippur, den vigtigste dag for anger i jødedommen, kan sone for synder mellem mennesket og Gud, men ikke for synder mellem mennesket og dets medmennesker. Kun når synderen har formildet sin næste, kan den den sones.  Eleazar ben Azariah udledte dette fra verset i 3 Mosebog, 16:30: "For på den dag bliver der skaffet jer soning, og I bliver renset; I bliver renset for alle jeres synder for Herrens ansigt." 
Da templet endnu stod i Jerusalem, ofrede folk korban (offergaver) for deres ugerninger. Korbans forsonende aspekt er nøje afgrænset. For det meste soner korban kun utilsigtede synder, det vil sige synder, der er begået, fordi en person glemte, at der var tale om en synd eller en fejltagelse. Ingen soning er nødvendig for krænkelser begået under tvang eller på grund af mangel på viden, og for det meste kan korbanot (offergaver) ikke sone en ondsindet, bevidst synd. Derudover har korbanot ingen forsonende virkning, medmindre den person, der afgiver tilbuddet, oprigtigt fortryder sine handlinger, før han ofrer, og yder erstatning til enhver person, der blev skadet af overtrædelsen.
Jødedommen lærer, at al forsætlig synd har konsekvenser. De fuldstændig retfærdige lider for deres synder (ved ydmygelse, fattigdom og lidelse, som Gud sender dem) i denne verden og modtager deres belønning i den kommende verden. De, der ikke er helt retfærdige og heller ikke fuldstændig ugudelige, lider for og soner deres synder efter døden og slutter sig derefter til de retfærdige. Selve de onde omvender sig ikke selv ved helvedes porte. Sådanne mennesker trives i denne verden for at modtage deres belønning for enhver god gerning, men de kan ikke blive renset af og kan derfor ikke forlade Gehenna (helvede), fordi de ikke omvender sig eller kan omvende sig. Denne verden kan derfor undertiden virke uretfærdig: De retfærdige lider, mens de ugudelige trives.

## Buddhisme
I buddhismen er såkaldt falsk kundskab (avidya) årsagen til, at mennesker bliver reinkarnerede. Den falske kundskab danner grundlaget for dumhed, had og lidelse, og den kan opfattes som en form for synd i denne religion, der ellers som udgangspunkt ikke har et egentligt syndsbegreb. Dumhed, had og lidelse forårsager, at mennesket klamrer sig til tilværelsen og dermed bliver holdt fanget i en evig cirkel af lidelse, død og genfødsel (samsara). Skaffer man sig i stedet sand kundskab, kan man bryde ud af denne cirkel og befri sig fra begæret efter at eksistere. At opnå den sande kundskab om verden kaldes i buddhismen for den "lille nirvana", mens den "store nirvana" er et spørgsmål om at nå en fuldstændig udslukning af begæret. Den bogstavelige betydning af "nirvana" er netop "udslukning". Pancasila er en samling etiske retningslinjer, som fortæller buddhister, hvordan de kan få et mere harmonisk liv. Mennesket kan opnå den rette indsigt ved at følge Buddhas lære. Ifølge nogle buddhistiske retninger er også hjælp fra bodhisattvaer eller fra himmelske buddhaer vigtige redskaber til at opnå det rette kundskabsniveau.

## Hinduisme
Ifølge hinduismen er der både en universel etik, som gælder alle hinduer, ifølge hvilken det gælder om at handle i overensstemmelse med dharma, og en individuel etik, som blandt andet vil afhænge af den enkelte persons køn, alder og kaste. På grund af disse forhold vil det i en vis udstrækning være forskellige handlinger, som er de etisk rigtige at foretage sig. Etisk rigtige handlinger skaber god Karma, mens dårlige handlinger, der omvendt skaber dårlig karma, kan forstås som syndige handlinger. Der er i hinduismen forskellige måder at fjerne moralsk urenhed (papa) på - og dermed forskellige måder at opnå frelse på. Hinduismen nævner reinkarnation, yoga, meditation, ret erkendelse, udførelse af sine pligter uden egoisme, tilbedelse af guddomme og pilgrimsfærd. Mange af de hinduistiske guder kan frelse de mennesker, der tilbeder dem. I Bhagavadgita lover Krishna således, at alle, der tilbeder ham, vil komme til ham, når de dør. Det hinduistiske begreb moksha beskriver frigørelsen, der kan bringe samsara (genfødslens evige cirkel) og dermed lidelsen til ophør.

## Shinto
I den japanske religion shinto er synd forbundet til koncepterne renhed og forurening. Shinto har ikke et koncept med oprindelig synd, men tror i stedet, at alle mennesker fødes rene. Synd kaldes også Tsumi, og det omfatter alt det, som gøre folk urene (dvs. alt, hvad der skiller dem fra kami (guderne). I shinto mener man dog ikke, at denne urenhed er et resultat af menneskelig aktion, men mere et resultat af onde ånder eller andre eksterne faktorer.
Synd kan have en række konsekvenser i Japan, inklusive katastrofer og sygdom. På grund af dette bliver renselsesritualer, eller Harae, set som vigtige, ikke blot for det enkelte individs spirituelle og fysiske helbred, men også for hele nationens velbefindende.
Harae eller harai (祓 eller 祓い) er den generelle betegnelse for rituel renselse i shinto og er et af fire væsentlige elementer involveret i en Shinto-ceremoni. Formålet er at blive renset for sine synder (tsumi) og urenheder (kegare). Disse begreber omfatter uheld og sygdom samt skyld i vores forstand. Selvom harae beskrives som en renselsesproces, er den også kendt som en form for eksorcisme, der skal udføres før der bedes. Harae involverer ofte en symbolsk vask med vand. Den kan også bestå i, at en shintopræst ryster en stor stav dekoreret med papirstrimler, kaldet ōnusa ( 大幣 ), over rensningsobjektet. Mennesker, steder og genstande kan alle være genstand for harae.

## Citater
| Citat                | Jeg siger jer: Sådan bliver der større glæde i himlen over én synder, der omvender sig, end over nioghalvfems retfærdige, som ikke har brug for omvendelse. | Citat |
| Lukasevangeliet 15:7 | |       |

| Citat                                            | Der findes to slags synd: Den ene er den, som man bekender. Den vil aldrig blive uden tilgivelse for nogen. Den anden er den, som man forsvarer. Den kan ingen tilgive. For den ønsker ikke at være synd eller at modtage tilgivelse. Derfor sætter også Kristus, når han taler om tilgivelsen eller nøglerne i Matt 18, 18, de to ting ved siden af hinanden, nemlig at løse og binde, for at vise at den synd, som man ikke er villig til at lade være synd eller få tilgivet, kan man ikke løse, men må binde i Helvedes afgrund, og modsat: Den synd, som man bekender, skal man løse og løfte til Himlen. | Citat |
| Martin Luther (1530-32) Matt 5-7 Bjergprædikenen | |       |

| Citat                           | ”Men jeg ønsker ikke komfort. Jeg ønsker Gud. Jeg ønsker poesi. Jeg ønsker virkelig fare. Jeg ønsker frihed. Jeg ønsker godhed. Jeg ønsker synd.” "Nuvel," sagde Mustapha Mond, "du kræver din ret til at være ulykkelig." "Så siger vi det," sagde Hr. Vild trodsigt, "jeg kræver min ret til at være ulykkelig." | Citat |
| Aldous Huxley: Fagre nye verden | |       |